# Surowiec włókienniczy

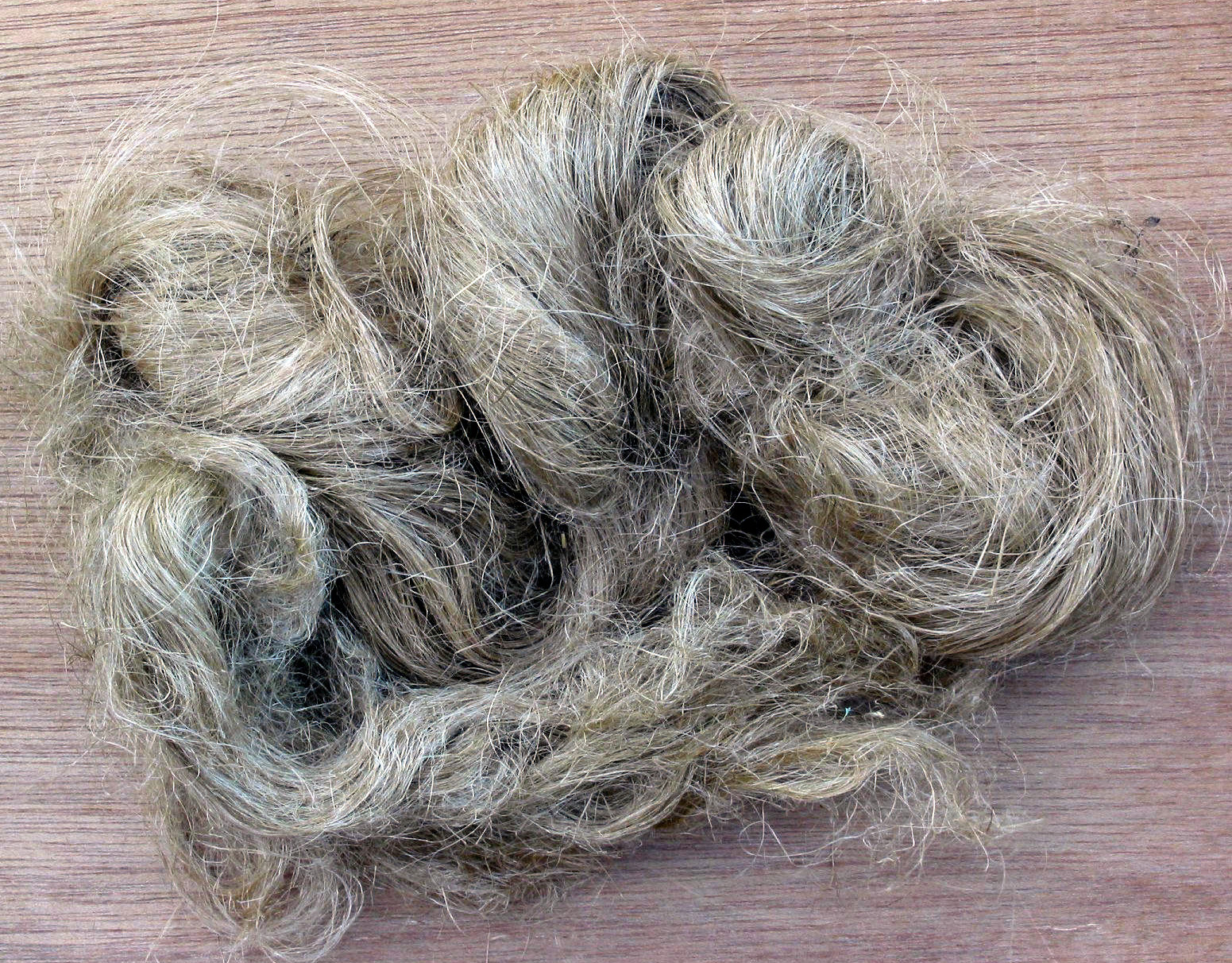
Surowiec włókienniczy - pakuły konopne

Surowiec włókienniczy – surowiec, półprodukt lub produkt służący do wytwarzania wyrobów włókienniczych. Surowcem do produkcji przędzy, filcu, włókniny, lin jest włókno. Półprodukt w postaci przędzy jest surowcem do wytwarzania innych wyrobów włókienniczych, m.in. nici, tkanin, dzianin, sukna itp.